# جائزة الكرة الذهبية 2002
جائزة الكرة الذهبية 2002، جائزة سنوية تُعطى لأفضل لاعب كرة القدم في العالم من طرف مجلة فرانس فوتبول الفرنسية، كما تقرره لجنة دولية من الصحفيين الرياضيين، وفاز بالجائزة في 2002 اللاعب البرازيلي رونالدو لاعب ريال مدريد.

## الترتيب
| الترتيب | اللاعب        | النادي                | الجنسية  | النقاط |
| ------- | ------------- | --------------------- | -------- | ------ |
| 1       | رونالدو       | إنتر ميلان ريال مدريد | البرازيل | 169    |
| 2       | روبرتو كارلوس | ريال مدريد            | البرازيل | 145    |
| 3       | أوليفر كان    | بايرن ميونخ           | ألمانيا  | 110    |